# NGC 2700
NGC 2700 — звезда в созвездии Гидра. Открыта немецким астрономом Эрнстом Темпелем в 1877 году, описывается Д. Дрейером как «очень тусклый, очень маленький объект, в 1’ к северу от NGC 2699».
Темпель открыл и переслал Дрейеру координаты пяти объектов NGC 2700, 2702, 2703, 2705, and 2707, не упомянув их самостоятельно в своих публикациях. Помимо расхождения ровно в 2° для NGC 2700, каковое является, несомненно, лишь типографской ошибкой, координаты всех этих объектов и их описания точно соответствуют звездам.
Этот объект входит в число перечисленных в оригинальной редакции «Нового общего каталога». Причина, по которой звезда попали в каталог галактик и туманностей не ясна, единственным объектом из перечисленных выше, который можно было бы принять за туманность, был NGC 2707.